# Morte di un parroco
Morte di un parroco (Faráruv konec) è un film del 1969 diretto da Evald Schorm.